# Brevet de base de pilote d'avion
Pour les articles homonymes, voir Brevet (homonymie).
 (juin 2017).
Si vous disposez d'ouvrages ou d'articles de référence ou si vous connaissez des sites web de qualité traitant du thème abordé ici, merci de compléter l'article en donnant les références utiles à sa vérifiabilité et en les liant à la section « Notes et références ».
 (juin 2017).

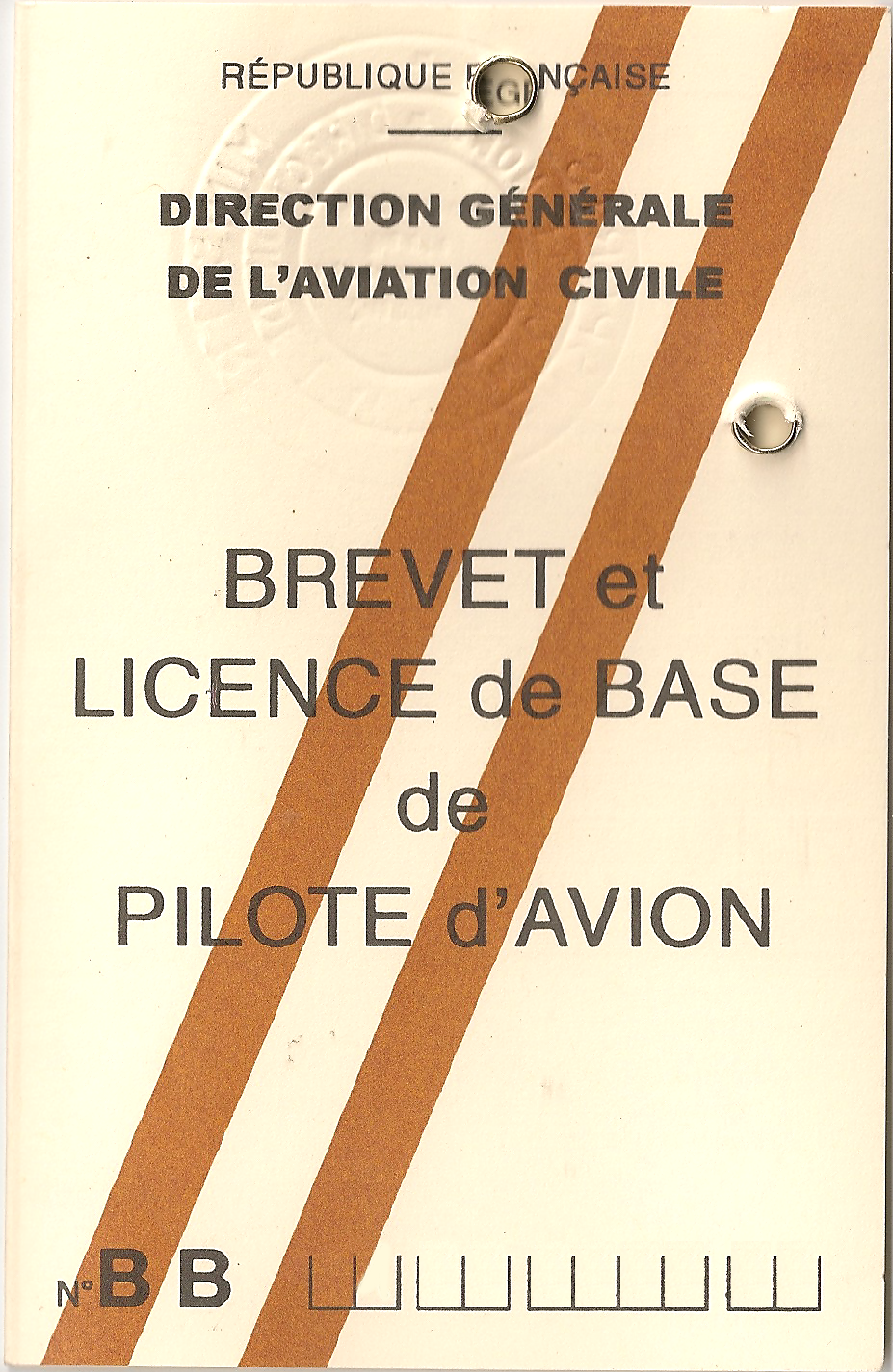
Couverture du brevet de base.

Le brevet de base de pilote d'avion (BB) est un brevet français pour les pilotes non professionnels créé en 1984. Ce brevet autorisait le pilote à voler seul à bord dans un rayon de 30 km autour de l'aérodrome de départ, des extensions d'autorisation pouvant être accordées par un instructeur. Il a été progressivement remplacé, entre 2012 et 2020, par une autorisation de base (ABL), préparatoire à la licence européenne, LAPL (acronyme anglais).
Les premiers brevets de pilote civil, soumis à un examen, ont été officiellement décernés en France à partir du 1er janvier 1910.

## Définitions
Le brevet de base de pilote désigne l'examen attestant des capacités de pilote d'aéronef (avion ou hélicoptère). Il se décline en version civile ou militaire. Il existe plusieurs brevets de pilote, dans la réglementation aérienne française, laquelle est conforme au droit européen (PART-FCL). En particulier, il convient de distinguer :
- le brevet de base de pilote d'avion pour la République française ;
- la licence de pilote privé aéronef léger (LAPL) ;
- la licence de pilote privé (PPL) ;
- la licence de pilote commercial (CPL).

La détention d'un brevet, qui sanctionne une formation, est distincte de l'aptitude effective à piloter, sanctionnée par la licence, subordonnée, notamment, à un contrôle médical, et de l'autorisation de piloter un type précis d'appareil, laquelle nécessite une qualification appropriée à l'avion en question.

## Historique

### Création
Alors que les seize premiers brevets de pilote civil sont accordés durant l'année 1909, sans examen, le brevet de pilote est instauré à compter du 1er janvier 1910. Louis Blériot est le premier breveté, dès le 7 octobre 1909 (à la suite de sa traversée de la Manche le 25 juillet) ; Élisa Deroche, dite baronne de Laroche, sera la première femme brevetée au monde, le 8 mars 1910. Ce nouveau brevet est délivré par l'Aéro-Club de France, qui dispense les brevets de pilote de ballon libre depuis 1901.
À partir du 18 mars 1911, l'Armée octroie les premiers brevets spéciaux de pilote, les brevets de pilote militaire.
Le brevet créé en 1984 pour faciliter l'accès au pilotage remplace le 1er degré  dont l'objectif était d'offrir un tremplin vers le 2e degré, rebaptisé titre de tourisme (TT), lui-même remplacé par la licence européenne de pilote privé. À noter que le Brevet de Base est un brevet uniquement français. Depuis sa création, 80 000 brevets ont été ainsi délivrés et 3 200 sont en état de validité début 2011.

### Suppression

#### Transition avec le LAPL
Avec la mise en service du règlement 1178/2011 de la commission européenne dit « AIRCREW » mis en place à compter du 8 avril 2012 et, en particulier, de sa Part-FCL, des mesures transitoires ont été mises en place pour les transformer en LAPL ou PPL.

#### Transition avec l'ABL (autorisation de base LAPL)
L'autorisation de base LAPL est une nouvelle autorisation (et non pas licence) destinée à un élève-pilote en formation LAPL. Ses autorisations sont semblables à celle de l'ancien Brevet de Base et est gérée par l'organisme formateur (ATO/DTO) sous le cadre d'une réglementation nationale française définie dans l'Arrêté du 19 mai 2020 relatif à l'autorisation de vol solo sans supervision (« ABL » - autorisation de base LAPL) accordée aux élèves pilotes qui suivent une formation de pilote d'aéronef léger (LAPL), préalablement à la délivrance d'une licence de pilote LAPL pour avions LAPL(A),

## Obtention
La formation est dispensée par un instructeur qualifié soit dans une école agréée soit dans un aéro-club (environ 600 en France).
Le brevet de base ne sera plus délivré à compter du 8 avril 2020. Les pilotes titulaires de licences nationales BB continueront à voler avec leur licence nationale, par dérogation jusqu'au 8 avril 2020.
Le BB est en partie remplacé par la LAPL (Light Aircraft Pilot Licence) pratiquement identique au PPL (privilèges différents). Il est  possible de se former à la LAPL auprès d'aéroclubs certifiés ATO (Approved training Organisation), DTO (Declared Training organisation) ou OD (organisme déclaré jusqu'au 8 avril 2019), tout comme il est possible de convertir son BB en LAPL (restreint).

### Conditions
Le statut d'élève-pilote est subordonné à l'obtention d'un certificat d'aptitude physique et mentale délivré, en France, par un médecin titulaire d'une qualification de médecine aéronautique. Même s'il n'y a pas d'âge minimum prévu par la réglementation pour commencer la formation, le premier vol seul à bord (solo) ne peut intervenir avant 16 ans révolus.
Avant de se présenter au test pratique, le pilote doit avoir réussi un examen théorique composé de 60 questions d'un questionnaire à choix multiples (QCM), il faut un minimum de 75 % de bonnes réponses.
Il faut avoir effectué au minimum six heures de vol avec un instructeur et quatre heures en solo supervisé (avec au moins vingt atterrissages) pour se présenter au test pratique répondant à une grille précise. Ce minimum réglementaire très faible tient compte d'une éventuelle expérience en planeur ou en ultraléger motorisé (ULM). Pour un débutant complet, il faut compter entre 20 et 25 heures de vol (moyenne nationale).

### Privilèges
Le BB permet de voler seul à bord et sans rémunération, dans un rayon de 30 km autour de l'aérodrome de rattachement et sur l'avion qui a servi à la formation.

### Extensions possibles
Il était possible d'obtenir les extensions suivantes :
- emport de passagers par un pilote âgé d'au moins dix-sept ans, ayant une expérience du vol seul à bord d'au moins vingt heures, dont cinq dans les deux derniers mois ; l'emport de plusieurs passagers n'est autorisé qu'en vol local ;
- utilisation d'autres aérodromes éloignés de moins de 100 km (vol VFR contact ou navigation par cheminement) ;
- utilisation d'autres avions ;
- voltige ;
- vol de nuit (minimum cinq heures de formation dont au moins trois en double commande et deux en solo) ;
- remorquage de planeurs.

### Coût
Le coût de la formation au brevet de base varie en fonction de la durée de la formation (nombre d'heures de vol) et d'un aéro-club à l'autre. Des subventions peuvent être accordées pour les jeunes de moins de 21 ans : 335 € à l'inscription (délivrées lors du lâcher) et 335 € à l'obtention du BB (500€ avec le BIA).

### Prorogation
Le Brevet de Base était valable 24 mois et devait donc être prorogé régulièrement. La prorogation, prolongeant la validité de 24 mois, nécessite du pilote qu’il remplissait les conditions d’aptitude physique et mentale nécessaires (même visite médicale que pour l’obtention initiale) et qu’il justifiait de 10 heures de vol en tant que commandant de bord dans les 12 mois précédant la demande. Si le nombre d’heures prescrit n’est pas atteint, ce qui arrive généralement lorsque le pilote cesse de voler quelques années avant de reprendre le manche, il devait passer auprès d’un instructeur habilité un contrôle de renouvellement portant sur les mêmes épreuves pratiques que pour l’obtention initiale du Brevet de Base.